# Ufa-Kinos
Die Ufa-Kinos waren die Lichtspielhäuser der 1917 gegründeten Universum Film AG, die nach ihrem Verkauf 1956 von der Ufa-Theater AG betrieben wurden.

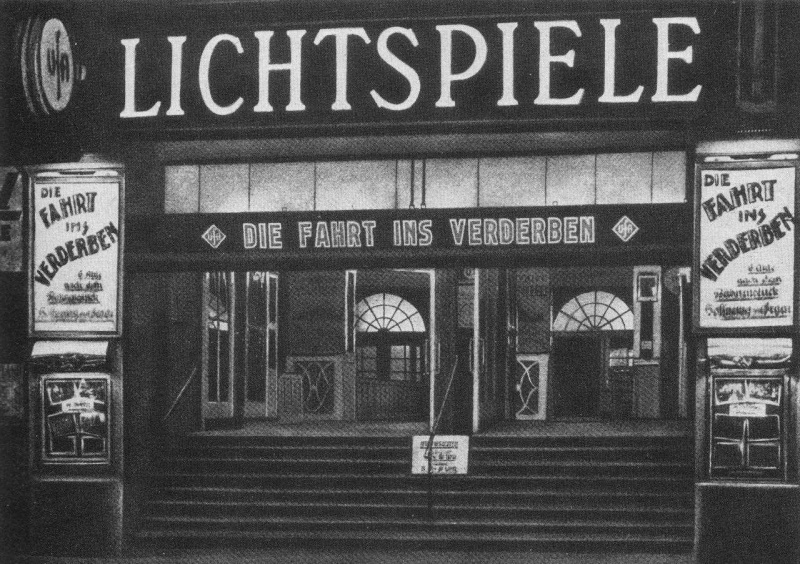
Fotografie der Ufa-Lichtspiele von Hans Schliepmann, Berlin 1924

## Geschichte
Am 18. Dezember 1917 wurde von einem Konsortium unter der Leitung des Vorstandsmitglieds der Deutschen Bank, Emil Georg von Stauß, die Universum Film AG (Ufa) gegründet, deren Lichtspielhäuser als Ufa-Kinos bezeichnet wurden.
Neben ihren Filmproduktionseinrichtungen besaß die Ufa bereits seit der Zeit der Weimarer Republik eine wachsende Anzahl von Erstaufführungstheatern, darunter bedeutende wie der Ufa-Palast am Zoo in Berlin, in dem viele Weltpremieren stattfanden, oder der Ufa-Palast in Hamburg, der bei der Eröffnung im Jahr 1929 das größte Kino Europas war. Im Jahr 1936 waren es 109 Kinos, zwei Jahre später 5446 Kinos und bis 1942 stieg die Zahl durch von Deutschland besetzte Gebiete auf 7042 Filmtheater.
Im April 1956 wurden die Ufa-Kinos von einem Bankenkonsortium unter Führung der Deutschen Bank erworben und in einer Ufa-Theater AG zusammengefasst. Vorstandsvorsitzender wurde Arno Hauke, der bisherige Generaltreuhänder für das UFI-Vermögen in der britischen Besatzungszone. Im Januar 1964 ging die Kinokette in den Besitz von Bertelsmann über, 1972 folgte als Eigentümer der Kinounternehmer Heinz Riech. Eng mit Riech – und damit mit den Ufa-Kinos – verbunden ist der Begriff der Schachtelkinos. Die ehemals großen Säle der Nachkriegszeit wurden meist in mehrere kleine Räume unterteilt, die teilweise nur 20 bis 30 Plätze boten.
Nach der deutschen Wiedervereinigung übernahm Riech mit seiner Düsseldorfer Firma einen Teil der Kinos in der ehemaligen DDR. Die Treuhandanstalt gestattete nicht die Übernahme einzelner Kinos, sondern verpflichtete die Ufa zur Übernahme einer ganzen Gruppe von Kinos, die auch teilweise in sehr schlechtem Zustand an unattraktiveren Standorten und daher unrentabel waren. Des Weiteren musste Riech für diese neu erworbenen Kinos eine Bestandsgarantie über zwei Jahre abgeben.
Das erste Kino, das die Ufa in den neuen Bundesländern übernahm, war das Metropol in Chemnitz, gefolgt vom Capitol und Tivoli in Plauen. Es folgten die Übernahme der Filmtheater in Gera, Weimar, Halle (Saale), Magdeburg, Hoyerswerda, Frankfurt (Oder) und anderen Orten. Bedeutende Kinos darunter sind das Rundkino (Filmtheater Prager Straße) in Dresden, das Kosmos und das Sojus in Ost-Berlin.
Viele dieser Standorte mussten nach der Frist der Bestandsgarantie wegen Unrentabilität aufgegeben werden. In anderen Städten waren umfassende Renovierungen beziehungsweise Neubauten an den alten Standorten geplant, die jedoch daran scheiterten, dass die Städte den Zuschlag zum Bau eines Multiplex-Kinos an Mitbewerber vergaben. So zog sich die Ufa beispielsweise im Jahr 1998 aus ihren Standorten Gera und Chemnitz zurück. Letztlich erwies sich der von der Treuhand übernommene Theaterpark als Hindernis. Der zu Beginn der 1990er Jahre einsetzende Boom von Multiplex-Großkinos war vor allem in den neuen Bundesländern zu spüren, da dort ein großer Bedarf an modernen Kinos herrschte. Während Mitbewerber relativ flexibel mit den Städten, auch über Neubauten, verhandeln konnten, war die Ufa an ihre Grundstücke und Immobilien gebunden und konnte weniger flexibel agieren, da bei Um- oder Neubauten der Denkmalschutz zu beachten war. Außerdem war die Übernahme der Kinos von der Treuhand teuer, der Ufa fehlte das Geld zur notwendigen Expansion während des Multiplex-Booms.
Im Oktober 2002 ging das Unternehmen in Insolvenz. Innerhalb weniger Jahre hatten die Konkurrenten Cinemaxx, UCI und Cinestar moderne Kinokomplexe und gewaltige Überkapazitäten aufgebaut. Die Ufa-Gruppe konnte dem nur langsam folgen und betrieb in großem Maße veraltete Kinos, die immer weniger Besucher anzogen. Nach einer kurzen Zusammenarbeit mit dem Cinemaxx-Konzern wurden die Ufa-Kinos vom Lübecker Konkurrenten Cinestar vollständig übernommen. Der Name Ufa konnte bis 2004 in Lizenz weiter verwendet werden, danach erhielten die übernommenen Kinos den Namen Cinestar.

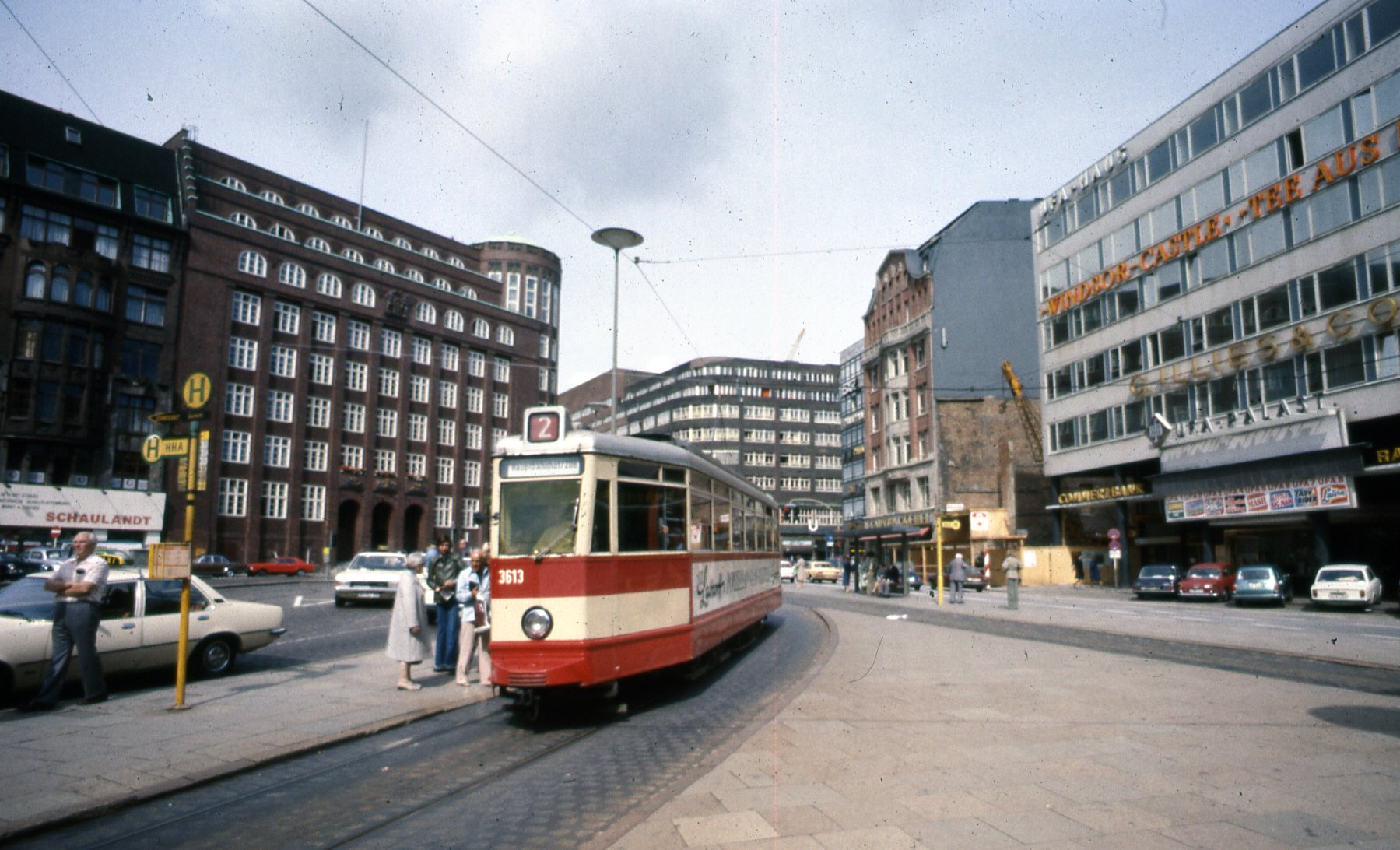
Rechts der UFA-Palast am Hamburger Gänsemarkt in den 1970er Jahren, im Hintergrund das Deutschlandhaus (ehemaliger Ufa-Palast)

Cinestar geriet durch die Übernahme, verbunden mit dem allgemeinen Besucherrückgang, selbst in eine Schieflage. Gemäß Kaufvertrag wurden daraufhin einige weniger aussichtsreiche Häuser an die insolvente Ufa-Kette zurückgegeben, unter anderem jene in Hamburg und Dresden. Da ein Weiterbetrieb als Kino wegen der Marktlage aus Sicht des Insolvenzverwalters nicht tragfähig war, standen die Immobilien bei noch weiterlaufendem Betrieb zum Verkauf. Ein Teil der meist in günstiger Innenstadtlage befindlichen Gebäude wurde entkernt oder – wie der fast 100-jährige Standort am Hamburger Gänsemarkt – vollständig abgerissen, um Büros und Geschäften zu weichen. Es gibt aber weiterhin Ufa-Paläste in Dresden und Düsseldorf.

## Bedeutende Kinos

### Berlin
1912/1913 eröffnete das Ufa-Marmorhaus am Kurfürstendamm, nahe dem Breitscheidplatz. 2001 gab es die letzte Vorführung und eine große Modekette zog ein. Die Ufa-Filmbühne Wien eröffnete im Jahr 1913 am Kurfürstendamm als Union-Palast mit 850 Sitzplätzen. Im Jahr 2000 wurde das Kino geschlossen.
Der Ufa-Palast am Zoo wurde im Jahr 1919 mit einer Kapazität von 1740 Sitzplätzen eröffnet und sechs Jahre später auf 2165 Plätze erweitert. Es war eines der bedeutendsten Uraufführungskinos der 1920er und 1930er Jahre. Vor der Eröffnung des Ufa-Palastes in Hamburg mit 2200 Sitzplätzen war es das größte Kino Deutschlands.
Der Gloria-Palast am Kurfürstendamm eröffnete am 26. Januar 1926 mit 1200 Sitzplätzen. Nach einem Neubau im Jahr 1948 wurde es durch die Gloriette erweitert. Im Jahr 1998 wurde das Kino geschlossen.
Das Kino Kosmos an der Karl-Marx-Allee wurde, nach dem Umbau, am 18. Dezember 1996 als Komos Ufa-Palast wieder eröffnet. Das 1960–1962 durch die VEB Hochbau Friedrichshain errichtete Kino mit 3400 Sitzplätzen wurde damit das erste Multiplex-Kino in Berlin. 2006 wurde das Kino von der UFA geschlossen und dient seither als Veranstaltungszentrum.

### Dresden

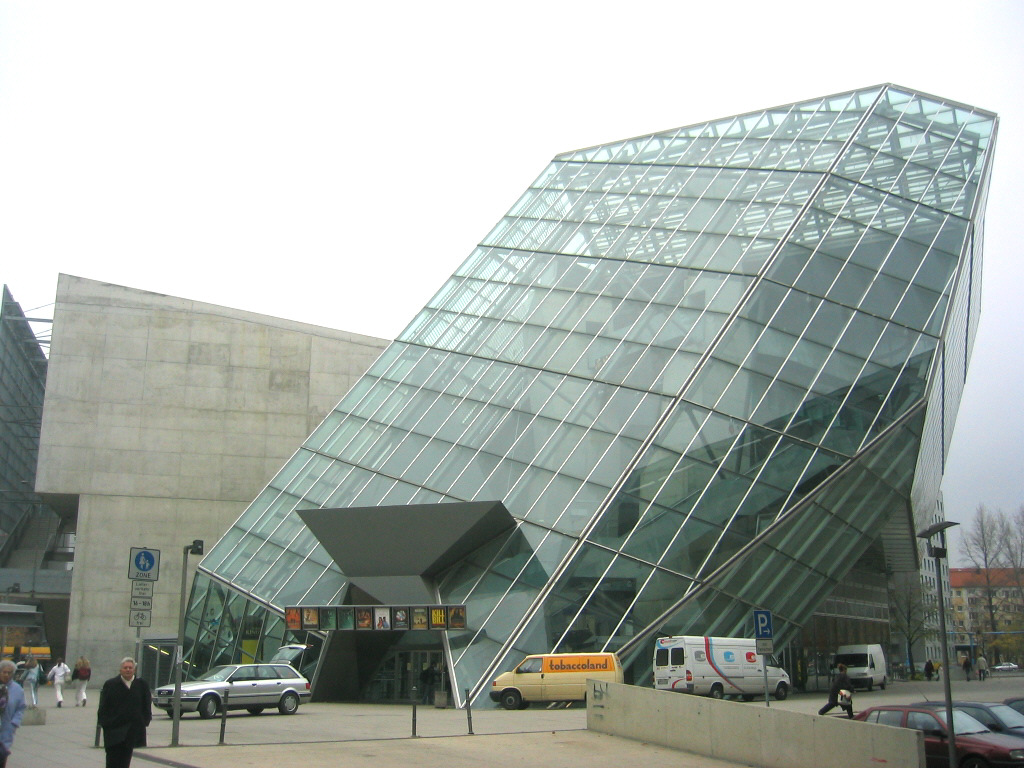
Ufa-Kristallpalast in Dresden

Der Ufa-Kristallpalast zwischen Prager und St. Petersburger Straße eröffnete am 26. März 1998 mit 2668 Sitzplätzen neben dem von der Ufa übernommenen Rundkino Dresden. Der gemeinsame Betrieb der beiden Spielstätten (Rundkino: Saal 1–7, Kristallpalast: Saal 8–15) endete 2003. Seit dem 29. Dezember 2024 ist der Kristallpalast geschlossen. Seit 2025 läuft der Betrieb wieder. Betreiber ist nun Cineplex.

### Düsseldorf
Der Ufa-Palast Düsseldorf an der Worringer Straße ist das erste Multiplex-Kino der Stadt. Es besteht aus 13 Sälen mit insgesamt 2988 Sitzplätzen.

### Halle (Saale)
Am 16. Oktober 1914 mit 1.000 Sitzplätzen unter dem Namen Lichtspielhaus Astoria eröffnet, wurde es im Jahr 1925 durch die UFA übernommen und in Ufa-Theater Alte Promenade umbenannt.

### Hamburg
Der Ufa-Palast am Gänsemarkt, im Hof des Deutschlandhauses, wurde am 21. Dezember 1929 eröffnet. Zu dieser Zeit war er mit 2665 Sitzplätzen das größte Kino Europas. Bis 1944, als ein durch einen Fliegerbombentreffer ausgelöstes Feuer Saal und Bühnenhaus schwer beschädigten, wurde der Ufa-Palast bespielt.
Das ältere Ufa-Kino Lessing-Theater, ebenfalls am Gänsemarkt, wurde nach dem Krieg als britisches Truppenkino genutzt.  1958 wurde der an der Nordseite des Gänsemarkts neu errichtete Ufa-Palast eröffnet. Es wurde 1997 durch ein neues Multiplex-Kino an derselben Stelle ersetzt, das bereits 2006 wieder abgerissen wurde, um Platz für Büros und Geschäfte zu machen. Nur wenige hundert Meter in Richtung Binnenalster übernahm die Ufa 1980 das Streit’s Filmtheater und 1989 das Studio Kino und betrieb sie als Ufa-Arthouse-Kinos mit anspruchsvolleren Filmprogrammen. Von 1978 bis 1998 gehörte das Savoy Filmtheater zur Ufa-Gruppe.
Das zuletzt Grindel-Ufa-Palast genannte Kino am Grindel eröffnete im Jahr 1959 als Premierenkino. Im Jahr 1995 wurde es zu Hamburgs erstem Multiplex-Kino. Am 26. März 2008 fand die letzte Vorstellung statt. Der Abriss des Kinos – ausgenommen davon war das Foyer – fand vom Februar bis April 2009 statt, um Platz für Büros, Läden und Eigentumswohnungen zu machen.

### Köln

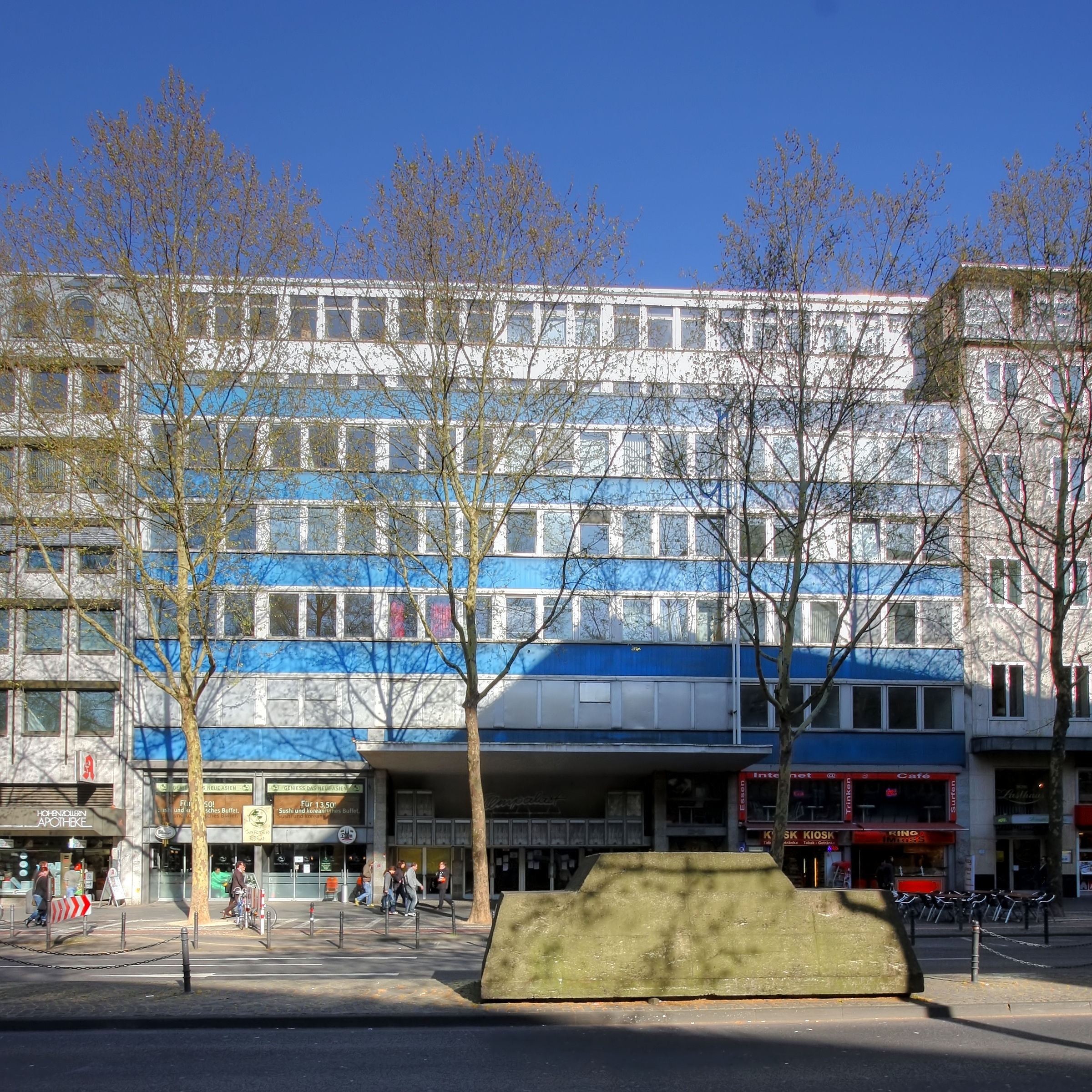
Filmpalast in Köln

Im Jahre 1931 in nur fünfmonatiger Bauzeit durch Wilhelm Riphahn errichtet, war der Ufa-Palast in Köln eines der spektakulärsten Bauwerke jener Zeit. Mit einer Sitzplatzkapazität von 3000 war er lange Zeit das größte Kino in Westdeutschland. Am 16. August 1956 wurde der Heinz-Rühmann-Film „Der Hauptmann von Köpenick“ uraufgeführt und am 20. März 1958 folgte die Uraufführung des Hans-Albers-Films „Der Greifer“. Der modernisierte Kinobau wurde 2002 unter dem Namen „Filmpalast“ von der Cinestar-Gruppe übernommen und verfügte über 13 Kinosäle mit 2226 Plätzen. Nachdem sich die Cinestar-Gruppe in Verhandlungen mit den Immobilienbesitzern nicht auf einen Zukunftsplan für das Kino einigen konnte (es ging um Investitionen in eine Modernisierung des Kinos gegen eine Mietminderung), lief die letzte Vorstellung am Sonntag, den 28. März 2010. Die Spätvorstellungen fanden bereits nicht mehr statt.
Im Sommer 2014 erwarb der Investor Johannes Füngeling aus der Region den Komplex, der das Gebäude umfangreich sanierte. Unter dem Betreiber Helmut Brunotte, der in der Umgebung bereits mehrere Kinos des deutschen Verbunds Cineplex besitzt, wollte das Kino im Herbst 2015 mit insgesamt 1400 Plätzen in acht Sälen wieder eröffnen. Am 15. Dezember 2016 fand die Wiederöffnung des Kölner Filmpalastes statt – gezeigt wurde Rogue One: A Star Wars Story.

### München
Das Luitpold-Theater wurde im Jahr 1929 eröffnet und 1974 geschlossen.

### Stuttgart

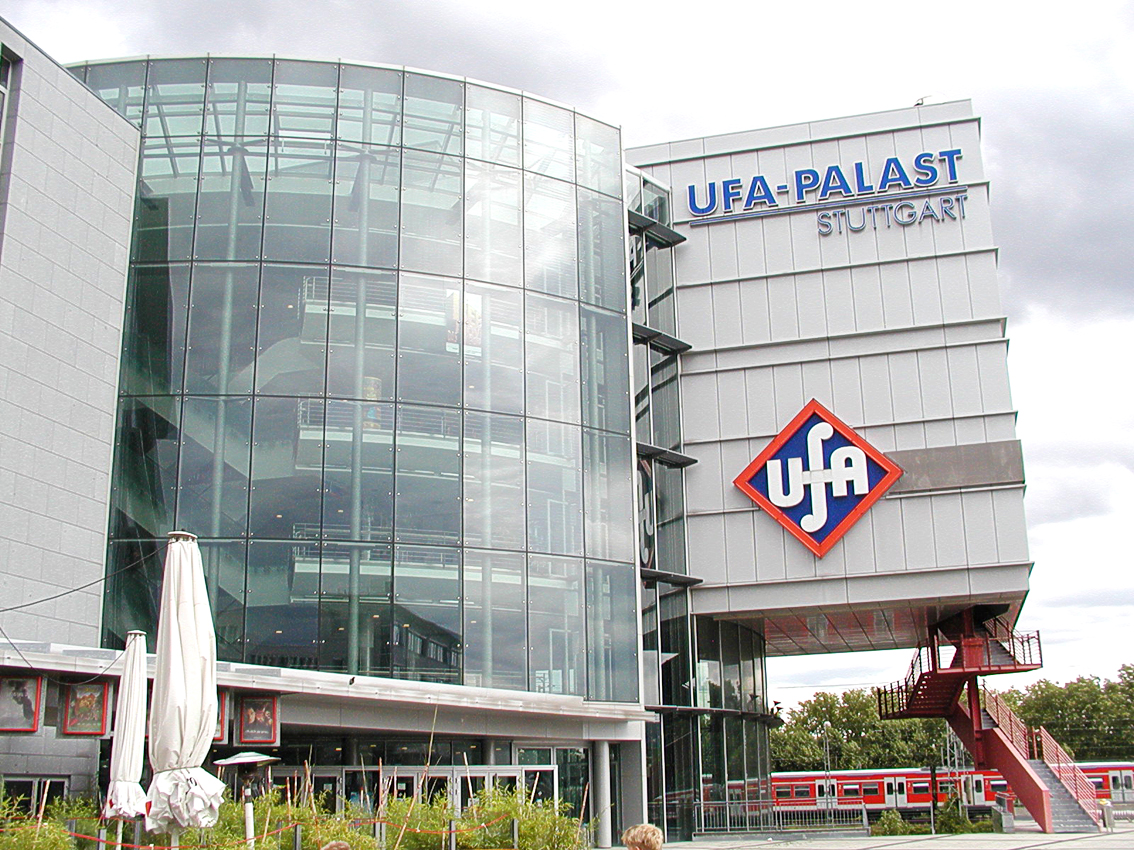
Ufa-Palast in Stuttgart

Mit über 4200 Sitzplätzen war der Ufa-Palast Stuttgart an der Rosensteinstraße eines der größten Multiplex-Kinos Deutschlands. Es besitzt 13 Kinosäle. Am 29. Mai 2020 gaben die Betreiber bekannt, dass aufgrund der Covid-19-Pandemie und den damit verbundenen wirtschaftlichen Folgen der Kinokomplex nicht mehr öffnen wird. Das Gebäude wurde im Jahr 2021 verkauft und eine zukünftige Nutzung als Kino vorerst ausgeschlossen.

### Wien
Das 1938 eröffnete Kino trug zuerst den Namen Zentral und wurde später nach der Betreibergesellschaft Ufa-Kino bezeichnet.